# Coppa dei Campioni 1959-1960 (pallacanestro femminile)
La Coppa dei Campioni di pallacanestro femminile 1959-1960 fu la seconda edizione della massima competizione europea per club.
Vinsero per la prima volta le sovietiche della Daugava Riga, che sconfissero in finale le bulgare dello Slavia Sofia.

## Regolamento
Le 10 squadre partecipanti, vincitrici dei rispettivi campionati nazionali nella stagione 1958-1959, disputarono delle gare ad eliminazione diretta. Partite consistenti in un turno preliminare per sei squadre, quarti di finale, semifinali e finale, con partite di andata e ritorno.

## Squadre partecipanti
- Slavia Sofia (detentore)
- BK Lokomotiv Sofia (seconda nel campionato bulgaro)
- Slovan Orbis Praga
- Humboldt Uni Berlino
- AS Montferrand

- HTV Heidelberg
- Wawel Kraków
- Ştiinţa Bucurest
- Daugava Riga
- Stella Rossa

## Risultati

### Turno di qualificazione
Le partite vennero disputate tra il 26 novembre e il 12 gennaio 1960.
| Squadra 1          | Totale   | Squadra 2            | Andata  | Ritorno |
| ------------------ | -------- | -------------------- | ------- | ------- |
| BK Lokomotiv Sofia | 111 - 81 | Ştiinţa Bucurest     | 58 - 37 | 53 - 44 |
| AS Montferrand     | 119 - 99 | Humboldt Uni Berlino | 69 - 47 | 50 - 52 |
| HTV Heidelberg     | 80 - 146 | Wawel Kraków         | 33 - 67 | 47 - 79 |

### Quarti di finale
Le partite vennero disputate tra il 30 gennaio e il 27 febbraio 1960.
| Squadra 1          | Totale    | Squadra 2          | Andata  | Ritorno |
| ------------------ | --------- | ------------------ | ------- | ------- |
| AS Montferrand     | 90 - 100  | Stella Rossa       | 52 - 32 | 38 - 68 |
| BK Lokomotiv Sofia | 118 - 128 | Slovan Orbis Praga | 64 - 57 | 54 - 71 |
| Wawel Kraków       | 93 - 135  | Daugava Riga       | 48 - 65 | 45 - 70 |
| Slavia Sofia       | bye       | -                  | -       | -       |

### Semifinali
Le partite di andata vennero disputate il 20 e il 25 marzo, il ritorno il 6 e il 7 aprile 1960.
| Squadra 1          | Totale    | Squadra 2    | Andata  | Ritorno |
| ------------------ | --------- | ------------ | ------- | ------- |
| Stella Rossa       | 86 - 128  | Slavia Sofia | 48 - 63 | 38 - 65 |
| Slovan Orbis Praga | 116 - 132 | Daugava Riga | 46 - 57 | 70 - 75 |

### Finale
La partita di andata venne disputata il 19 aprile, il ritorno il 26 aprile 1960.
| Squadra 1    | Totale   | Squadra 2    | Andata  | Ritorno |
| ------------ | -------- | ------------ | ------- | ------- |
| Slavia Sofia | 71 - 111 | Daugava Riga | 28 - 62 | 43 - 49 |

## Verdetti
- Vincitrice:  Daugava Riga (1º titolo)
Formazione:[1] Astra Straume, Dzidra Uztupe-Karamyševa, Ināra Pirtnieka, Helēna Bitnere-Hehta, Iveta Kraukle, Ligita Altberga, Vita Karpova-Siliņa, Guna Karlsone, Skaidrīte Smildziņa, Jolanta Kalniņa, Ingrīda Strupoviča, Silvija Ravdone, Sarmīte Martinova. All.: Oļģerts Altberg.